# Listă de scriitori din RDG

## A
- Alexander Abusch (* 1902 † 1982), scriitor
- Bruno Apitz (* 1900 † 1979), scriitor

## B
- Helmut Baierl (* 1926 † 2005), scriitor
- Kurt Barthel (KuBa)(* 1914 † 1967), scriitor
- Kurt Bartsch  (* 1937), scriitor
- Rudolf Bartsch (* 1929 † 1981)
- Walter Basan (* 1920 † 1999 )
- Horst Bastian (* 1939 † 1986)
- Kurt Batt (* 1931 † 1975), Lektor
- Johannes R. Becher (* 1891 † 1958), scriitor, Ministerul de cultură
- Lilly Becher (* 1901 † 1978), scriitoare și publicist
- Jurek Becker (* 1937 † 1997), scriitor
- Friedemann Berger (* 1940), scriitor
- Horst Beseler (* 1925)
- Klaus Beuchler (1926-1992) scriitor
- Manfred Bieler (* 1934 † 2002), scriitor
- Kurt Biesalski (* 1935), scriitor
- Wolf Biermann (* 1936), Liedermacher
- Johannes Bobrowski (* 1917 † 1965), poet
- Gerhard Branstner (* 1927), scriitor
- Günter Braun (* 1928), scriitor
- Johanna Braun (* 1929), scriitoare
- Volker Braun (* 1939), scriitor,
- Thomas Brasch (* 1945 † 2001), scriitor
- Werner Bräunig (* 1934 † 1976), scriitor
- Bertolt Brecht (* 1898 † 1956), scriitor,  , poet
- Willi Bredel (* 1901 † 1964), scriitor
- Jurij Brězan (* 1916 † 2006), scriitor
- Jürgen Brinkmann (1934-1997; Paul Evertier, Arne Sjöberg)
- Günter de Bruyn (* 1926), scriitor

## C
- Hanns Cibulka (* 1920 † 2004), poet
- Walter Czollek (* 1907 † 1972),  conducătorul editurii Volk și Welt
- Richard Christ (*30. Dezember 1931), scriitor

## D
- Gerhard Dahne (* 1934), Verleger
- Günther Deicke (* 1922 †2006)
- Gerhard Desczyk (*1899 †1983),

## E
- Adolf Endler (* 1930)
- Elke Erb (* 1938)
- Paul Evertier, Pseudonym (s. Jürgen Brinkmann)

## F
- Ingeborg Feustel (* 1926 † 1998), scriitoare
- Fritz Rudolf Fries (* 1935), scriitor
- Jürgen Fuchs, (* 1950 † 1999), scriitor
- Franz Fühmann (* 1922 † 1984), scriitor
- Louis Fürnberg (* 1909 † 1957), scriitor

## G
- Mario Göpfert (* 1957)
- Peter Gosse (* 1938)

## H
- Peter Hacks (* 1928 † 2003), poet,
- Otto Häuser (* 1924 † 2007), scriitor ("Ottokar Domma")
- Christoph Hein (* 1944)
- Stephan Hermlin (* 1915 † 1997), scriitor
- Stefan Heym (* 1913 † 2001), scriitor
- Wolfgang Hilbig (* 1941)
- Peter Huchel (* 1903 † 1981), poet, redactor

## I
- Anneliese Ichenhäuser

## J
- Karl-Heinz Jakobs (* 1929), scriitor
- Manfred Jendryschik (* 1943)
- Bernd Jentzsch (* 1940)
- Peter Jokostra (* 1912)

## K
- Heinz Kahlau (* 1931)
- Hermann Kant (* 1926), scriitor, funcționar
- Uwe Kant (* 1936), scriitor
- Bernhard Kellermann (* 1879 †1951)
- Wolfgang Kellner (* 1928), scriitor
- Heinar Kipphardt (* 1922 † 1982)
- Rainer Kirsch (* 1934), scriitor
- Sarah Kirsch (* 1935), scriitoare
- Ralph Knebel (* 1935 † 1990), scriitor
- Helga Königsdorf (* 1938), scriitoare
- Ruth Kraft (* 1920), scriitoare
- Günter Kunert (* 1929), scriitor
- Manfred Künne (* 1932 † 1990), scriitor
- Reiner Kunze (* 1933), scriitor
- Alfred Kurella (* 1895 † 1975), scriitor, traducător

## L
- Joochen Laabs (* 1937 )
- Hartmut Lange (* 1937)
- Klaus Lettke (* 1938), poet, Satiriker
- Erich Loest (* 1926), scriitor

## M
- Hans Marchwitza (* 1890 † 1965)
- Brigitte Martin (* 1939)
- Horst Matthies (* 1939)
- Irmtraud Morgner (* 1933 † 1990)
- Armin Müller (* 1928 † 2005)
- Heiner Müller (* 1929 † 1995),

## N
- Herbert Nachbar (* 1930 † 1980)
- Erik Neutsch (* 1931), scriitor
- Dieter Noll (* 1927), scriitor

## O
- Herbert Otto (* 1925 † 2003)
- Detlef Opitz (* 1956)

## P
- Eberhard Panitz (* 1932)
- Bert Papenfuß (* 1956)
- Hans Pfeiffer (* 1925; † 1998), scriitor
- Ulrich Plenzdorf (* 1934), scriitor
- Benno Pludra (* 1925), scriitor
- Gert Prokop (* 1934 † 1994), scriitor

## R
- Brigitte Reimann (* 1933 † 1973), scriitoare
- Ludwig Renn (* 1889 † 1979), scriitor
- Karl Heinz Robrahn (* 1913 † 1987), poet
- Thomas Rosenlöcher (* 1947), scriitor

## S
- Hans Joachim Schädlich (* 1935), scriitor
- Herbert Schauer (* 1924, † 1988), scriitor,   și jurnalist
- Helmut Sakowski (* 1924 † 2005) scriitor
- Landolf Scherzer (* 1941), scriitor
- Klaus Schlesinger (* 1937 † 2001), scriitor, jurnalist
- Werner Schmoll (Jean Taureau, * 1926)
- Rolf Schneider (* 1932)
- Wolfgang Schreyer (* 1927), scriitor
- Helga Schubert (* 1940)
- Max Walter Schulz (* 1921 † 1991)
- Helga Schütz (* 1937)
- Stefan Schütz (* 1944)
- Bernhard Seeger, (* 1927 † 1999) scriitor
- Anna Seghers (* 1900 † 1983), scriitoare
- Fritz Selbmann (* 1899 † 1975), scriitor, ministru, funcționar
- Arne Sjöberg
- Wolf Spillner (* 1936), scriitor
- Werner Steinberg (* 1913 † 1992), scriitor
- Gisela Steineckert (* 1931), scriitoare,
- Hans-Jürgen Steinmann (* 1929), scriitor
- Erwin Strittmatter (* 1912 † 1994), scriitor
- Eva Strittmatter (* 1930), scriitoare

## T
- Harry Thürk (* 1927 † 2005)
- B. K. Tragelehn (* 1936), scriitor și regizor
- Ludwig Turek (* 1898 † 1975)
- Alfred Salamon (* 1936), dascăl și Autor de romane pentru copii

## U
- Bodo Uhse (* 1904 † 1963), scriitor

## V
- Karl Veken (* 1904 † 1971), scriitor

## W
- Maxie Wander (* 1933 † 1977)
- Inge von Wangenheim (* 1912 † 1993), scriitoare
- Alex Wedding (* 1905 † 1966), Autoare de romane pentru copii
- Erich Weinert (* 1890 † 1953), scriitor
- Günther Weisenborn (* 1902 † 1969)
- Paul Wiens (* 1922 † 1982)
- Liselotte Welskopf-Henrich (* 1901 † 1979), scriitoare și pentru romane istorice
- Benito Wogatzki (* 1932)
- Christa Wolf (* 1929), scriitoare
- Gerhard Wolf (* 1928)
- Christine Wolter (* 1939)
- Michael Wüstefeld (* 1951)
- Erich Wustmann (* 1907 † 1994), scriitor de romane de călătorie

## Z
- Max Zimmering (*1919 † 1973), scriitor
- Hedda Zinner (*1907 †1994) scriitoare,
- Arnold Zweig (* 1887 † 1968)
- Gerhard Zwerenz (* 1925)